# 窄吻硬絲鯰
窄吻硬絲鯰，為輻鰭魚綱鯰形目毛鼻鯰科的其中一種。分布於南美洲烏拉圭的淡水區域，體長可達4.8公分，棲息在底層水域，生活習性不明。